# Пам'ятки історії Богодухівського району
У Богодухівському районі Харківської області на обліку перебуває 61 пам'ятка історії.
| № п/п | Охоронний номер пам’ятки | Місце знаходження, (адреса) пам’ятки                            | Найменування пам’ятки | Автор, дослідник пам’ятки.Дата відкриття                                       | Матеріал, з якого виготовлений пам’ятник. Основні розміри                                      | Категорія охорони пам’ятки | Номер і дата рішення державних органів про взяття пам’ятки під охорону | Охоронна зона                                                 |
| ----- | ------------------------ | --------------------------------------------------------------- | --- | ------------------------------------------------------------------------------ | ---------------------------------------------------------------------------------------------- | -------------------------- | ---------------------------------------------------------------------- | ------------------------------------------------------------- |
| 1.    | 440443                   | м. Богодухів, пл. Леніна                                        | Меморіальний комплекс на честь воїнів і жителів Богодухова і Богодухівського району. Братська могила радянських воїнів. Могила Чернієнка Д. Х., генерал-майора і Леонова М. П., полковника, могила невідомого воїна і пам'ятник воїнам-землякам. Поховано 258 воїнів. 1941 р., 1943 р., 1941–1945 рр. | Ск. Согоян Ф. М. , Аветісян А. Г., арх. Гурін П. М., Бондаренко Р. І., 1983 р. | Скульптура — 5,0 м, бронза. Постамент — граніт. Стели, з/б.                                    | Місцева                    | № 61 від 25.01.72 р.                                                   | 25 м (Наказ правління культури і туризму від 10.09.09. № 234) |
| 2.    | 489                      | м. Богодухів, вул. Північна                                     | Пам'ятник В.І.Леніну | Харківська скульптурна фабрика 1948 р.                                         | Скульптура — 3,0 м, з/б. Постамент-3,0 м, цегла, цемент.                                       | -<< -                      | -<< -                                                                  |                                                               |
| 3.    | 441                      | м. Богодухів, вул. Пушкіна, міське кладовище                    | Братська могила радянських воїнів і партизанів. Поховано 641 воїна і 28 партизанів. 1941 р., 1943 р. | Харківська скульптурна фабрика 1956 р., 1990 р.                                | Скульптура — 2,5 м, виколотка із міді. Постамент — 3,0 м                                       | Місцева                    | № 61 від 25.01.72р.                                                    | 25 м (Наказ правління культури і туризму від 10.09.09. № 234) |
| 4.    | 2409                     | м. Богодухів, вул. Пушкіна, міське кладовище                    | Могила Степанова Ф. Д., контр-адмірала. 1892 р. | Хрест, граніт 1,5х1,0х1,0 м                                                    | -<< -                                                                                          | № 142 від 20.05.91р.       |                                                                        |                                                               |
| 5.    |                          | -<< -                                                           | Могила Доброславського В. Ф., протоієрея. 1909 р. | 2004 р                                                                         | Цегла                                                                                          | -<< -                      | Наказ УК ХОДА № 25 від 02.03.05 р.                                     |                                                               |
| 6.    |                          | -<< -                                                           | Могила Христианина З. А. 1912 р. | 2004 р                                                                         | Мармур                                                                                         | -<< -                      | -<< -                                                                  |                                                               |
| 7.    |                          | -<< -                                                           | Могила М. А. Шигимаги. 1899 р. | 2004 р                                                                         | Цегла                                                                                          | -<< -                      | -<< -                                                                  |                                                               |
| 8.    | 1633                     | м. Богодухів, вул. Пушкіна                                      | Пам'ятник воїнам Першої гвардійської танкової армії. 1943 р. | 1980 р.                                                                        | Танк Т-34 на цегляному постаменті. Загальна висота пам'ятника 5,5 м. Постамент — 0,6 м         | -<< -                      | № 13 від 12.01.81р.                                                    |                                                               |
| 9.    | 439                      | м. Богодухів, вул. Шевченка                                     | Братська могила жертв класової боротьби, радянських воїнів і партизанів.1930 р., 1931 р.,1932 р., 1941 р.,1943 р. | Харківська скульптурна фабрика 1963 р.                                         | Скульптура — 2,5 м, з/б. Постамент — 4,0 м, цегла, цемент.                                     | -<< -                      | № 61 від 25.01.72 р.                                                   | 25 м (Наказ правління культури і туризму від 10.09.09. № 234) |
| 10.   | 442                      | Богодухівська міськ/р, с. Семенів Яр, вул. Північна, кладовище  | Братська могила радянських воїнів. Поховано147 воїнів. 1941 р., 1943 р. | Харківська скульптурна фабрика 1956 р.                                         | Скульптура — 2,5 м, з/б. Постамент — 5,0 м, цегла, цемент.                                     | -<< -                      | -<< -                                                                  | 25 м (Наказ правління культури і туризму від 10.09.09. № 234) |
|       |                          |                                                                 | |                                                                                |                                                                                                |                            |                                                                        |                                                               |
| 12.   | 444                      | с. Байрак Червононивської с/р                                   | Братська могила радянських воїнів . Поховані 84 воїни. 1943 р. | Харківська скульптурна фабрика 1965 р.                                         | Скульптура — 2,5 м, з/б. Постамент — 2,1 м, цегла, цемент                                      | -<< -                      | -<< -                                                                  | 25 м (Наказ правління культури і туризму від 10.09.09. № 234) |
| 13.   | 445                      | с. Братениця Івано-Шийчинської с/р                              | Братська могила радянських воїнів . Поховано 5 воїнів. 1943 р. | Харківська скульптурна фабрика 1966 р.                                         | Скульптура — 2,5 м, з/б. Постамент — 3,5 м, цегла, цемент                                      | -<< -                      | -<< -                                                                  | 25 м (Наказ правління культури і туризму від 10.09.09. № 234) |
| 14.   | 446                      | с. Вертіївка Сазоно-Баланівської с/р                            | Братська могила радянських воїнів . Поховано 100 воїнів. 1943 р. | Харківська скульптурна фабрика 1952 р.                                         | Скульптура — 2,5 м, з/б. Постамент — 2,0 м, цегла, цемент                                      | -<< -                      | -<< -                                                                  | 25 м (Наказ правління культури і туризму від 10.09.09. № 234) |
| 15.   | 447                      | с. Вінницькі Івани Вінницько-Іванівської с/р                    | Братська могила радянських воїнів і пам'ятник воїнам-односельцям. Поховано 35 воїнів. 1941 р., 1943 р., 1941–1945 рр. | Харківська скульптурна фабрика 1975 р.                                         | Скульптура — 3,0 м, з/б. Постамент — 3,0 м, цегла, цемент. Стела — 4,2х5,5х0,45 м, цегла       | -<< -                      | -<< -                                                                  | 25 м (Наказ правління культури і туризму від 10.09.09. № 234) |
| 16.   | 448                      | с. Воскресенівка Улянівської с/р                                | Братська могила радянських воїнів. Поховано14 воїнів. 1943 р. | Харківська скульптурна фабрика 1957 р.                                         | Скульптура — 2,5 м, з/б. Постамент — 3,5 м, цегла, цемент                                      | -<< -                      | -<< -                                                                  | 25 м (Наказ правління культури і туризму від 10.09.09. № 234) |
| 17.   | 483                      | с. Воскресенівка Улянівської с/р                                | Пам'ятний знак воїнам-односельцям. 1941–1945 рр. | Харківська скульптурна фабрика 1966 р.                                         | Стела — 4,3х1,3х0,5 м, з/б                                                                     | -<< -                      | -<< -                                                                  |                                                               |
| 18.   | 449                      | с. Губарівка Губарівської с/р                                   | Братська могила радянсь-ких воїнів і пам'ятний знак воїнам-односельцям. Поховано 153 воїни. 1941 р., 1943 р., 1941–1945 рр. | Харківська скульптурна фабрика 1963 р. 1975 р.                                 | Скульптура — 3,0 м, з/б. Постамент — 2,0 м, цегла, цемент                                      | -<< -                      | -<< -                                                                  | 25 м (Наказ правління культури і туризму від 10.09.09. № 234) |
| 19.   | 450                      | смт. Гути Гутянської сел/р                                      | Братська могила радянських воїнів і партизанів, пам'ятний знак воїнам-землякам. Поховано 206 воїнів і 2 партизани. 1941 р., 1943 р., 1941–1945 рр. | Харківська скульптурна фабрика. 1956 р., 1989 р.                               | Скульптура — 5,0 м, з/б. Постамент — 0,8 м, цегла, цемент                                      | Місцева                    | № 61 від 25.01.72 р.                                                   | 25 м (Наказ правління культури і туризму від 10.09.09. № 234) |
| 20.   | 451                      | Гутянська сел/р, урочище Байрак                                 | Братська могила радянських воїнів . Поховано 372 воїни. 1941 р., 1943 р. | Харківська скульптурна фабрика 1963 р.                                         | Скульптура — 3,0 м, з/б. Постамент — 3,2 м, цегла, цемент                                      | -<< -                      | -<< -                                                                  | 25 м (Наказ правління культури і туризму від 10.09.09. № 234) |
| 21.   | 452                      | с. Дмитрівка, Дмитрівської с/р                                  | Братська могила радянських воїнів і пам'ятний знак воїнам-односельцям. Поховано 137 воїнів. 1943 р., 1941–1945 рр. | Харківська скульптурна фабрика 1958 р. 1975 р.                                 | Скульптура — 2,5 м, з/б. Постамент — 3,0 м, цегла, цемент                                      | -<< -                      | -<< -                                                                  | 25 м (Наказ правління культури і туризму від 10.09.09. № 234) |
| 22.   | 453                      | с. Заброди Забродівської с/р                                    | Братська могила радянських воїнів і партизана. Поховано 182 воїни і партизан. 1941 р., 1943 р. | Харківська скульптурна фабрика 1963 р.                                         | Скульптура — 3,0 м, з/б. Постамент — 2,8 м, цегла, цемент                                      | -<< -                      | -<< -                                                                  | 25 м (Наказ правління культури і туризму від 10.09.09. № 234) |
| 23.   | 454                      | с. Зарябинка Зарябинської с/р                                   | Братська могила радянських воїнів і пам'ятний знак воїнам-односельцям. Поховано 53 воїни. 1941 р. 1943 р., 1941–1945 рр. | Харківська скульптурна фабрика 1954 р. 1994 р.                                 | Скульптура — 2,5 м, мармурова кришка. Постамент — 2,0 м, цегла, цемент                         | -<< -                      | -<< -                                                                  | 25 м (Наказ правління культури і туризму від 10.09.09. № 234) |
| 24.   | 455                      | с. Івано-Шийчине Івано-Шийчинської с\р                          | Братська могила радянських воїнів. Поховано 24 воїни. 1941 р., 1943 р. | Харківська скульптурна фабрика 1975 р.                                         | Скульптура −3,0 м, мармурова кришка. Постамент — 3,5 м, цегла, цемент                          | -<< -                      | -<< -                                                                  | 25 м (Наказ правління культури і туризму від 10.09.09. № 234) |
| 25.   | 456                      | с. Кадниця, Крисинської с/р                                     | Братська могила радянських воїнів і пам'ятний знак воїнам-односельцям. Поховано 304 воїни. 1941 р., 1943 р., 1941–1945 рр. | Харківська скульптурна фабрика 1961 р. 1975 р.                                 | Скульптура — 2,5 м, з/б. Постамент — 3,5 м, цегла, цемент                                      | -<< -                      | -<< -                                                                  | 25 м (Наказ правління культури і туризму від 10.09.09. № 234) |
| 26.   |                          | с. Кадниця (с. Крисино)                                         | Будинок, де мешкали надвірний радник І. С. Куликовський, майорша І. А. Петрович, колезький радник А. І. Ковалевський. XVIII ст., XIX ст. | XVIII ст., XIX ст.                                                             | Дерево                                                                                         | -<< -                      | Наказ УК ХОДА № 25 від 02.03.05 р.                                     |                                                               |
| 27.   | 457                      | с. Кияни Сухининської с/р                                       | Братська могила радянських воїнів і пам'ятний знак воїнам-односельцям. Поховано 304 воїни.1941 р., 1943 р.,1941-1945 рр. | Харківська скульптурна фабрика 1958 р., 1975 р., 1995 р.                       | Скульптура — 2,5 м, з/б. Постамент — 2,3 м, цегла, цемент. Стела — 1,2х1,7х0,4 м, з/б.         | -<< -                      | № 61 від 25.01.72 р.                                                   | 25 м (Наказ правління культури і туризму від 10.09.09. № 234) |
| 28.   | 458                      | с. Кленове Кленівської с/р                                      | Братська могила радянських воїнів і партизанів та пам'ятний знак воїнам-односельцям. Поховано 268 воїнів і 2 партизани. 1943 р.,1941-1945 рр. | Харківська скульптурна фабрика 1951 р. 1975 р.                                 | Скульптура — 2,5 м, з/б. Постамент — 2,0 м, цегла, цемент                                      | -<< -                      | -<< -                                                                  | 25 м (Наказ правління культури і туризму від 10.09.09. № 234) |
| 29.   | 459                      | с. Корбині Івани Улянівської с/р                                | Братська могила радянських воїнів. Поховано 13 воїнів., 1943 р. | Харківська скульптурна фабрика 1966 р.                                         | Скульптура — 2,5 м, з/б. Постамент — 3,0 м, цегла, цемент                                      | -<< -                      | -<< -                                                                  | 25 м (Наказ правління культури і туризму від 10.09.09. № 234) |
| 30.   | 461                      | с. Кручик Павлівської ср                                        | Братська могила радянських воїнів і пам'ятний знак воїнам-односельцям. Поховано 19воїнів. 1943 р., 1941–1945 рр. | Харківська скульптурна фабрика 1963 р. 1975 р.                                 | Скульптура — 3,0 м, з/б. Постамент — 2,4 м, цегла, цемент.                                     | -<< -                      | -<< -                                                                  | 25 м (Наказ правління культури і туризму від 10.09.09. № 234) |
| 31.   | 2106                     | с. Кручик Павлівської ср                                        | Могила Ножки С. З., Героя Радянського Союзу. 1984 р. | 1990 р.                                                                        | Стела — 1,5х2,5х0,7 м, граніт                                                                  | -<< -                      | № 118 від 17.03.86 р.                                                  |                                                               |
| 32.   | 2522                     | с. Кручик Павлівської ср                                        | Пам'ятний знак на честь Майстерної Г. К. (трактор ВТЗ № 37-02, на якому працювала Майстерна Г. К.). | 1965 р.                                                                        | Трактор ВТЗ № 37-02., 2,5х0,9х1,5 м. Постамент — 0,9х1,5х2,5 м, цегла, цемент                  | Місцева                    | № 975 від 18.09.97 р.                                                  | 10 м. (Розпорядження ХОДА № 975 від 18.09.97 р.)              |
| 33.   | 460                      | с. Крисине Крисинської ср                                       | Братська могила радянських воїнів і партизанів та пам'ятний знак воїнам-односельцям. Поховано 277 воїнів. 1943 р., 1941–1945 рр. | Харківська скульптурна фабрика 1950 р., 1975 р.                                | Скульптуроа — 2,5 м, з/б. Постамент — 3,0 м, цегла, цемент. Стела −2,5х2,2х0,46 м              | -<< -                      | № 61 від 25.01.72 р.                                                   | 25 м (Наказ правління культури і туризму від 10.09.09. № 234) |
| 34.   | 462                      | с. Куп'єваха Куп'євахської с/р                                  | Братська могила радянських воїнів і пам'ятний знак воїнам-односельцям. Поховано 142 воїни. 1943 р. 1941–1945 рр. | Харківська скульптурна фабрика 1975 р., 1990 р.                                | Скульптура — 2,5 м, з/б. Постамент — 3,5 м, цегла, цемент.                                     | -<<-                       | -<<-                                                                   | 25 м (Наказ правління культури і туризму від 10.09.09. № 234) |
| 35.   | 463                      | с. Лозова Забродівської с/р                                     | Братська могила радянських воїнів. Поховано 53 воїни. 1943 р. | Харківська скульптурна фабрика 1966 р.                                         | Скульптура — 3,0 м, з/б. Постамент — 3,1 м, цегла, цемент                                      | -<<-                       | -<<-                                                                   | 25 м (Наказ правління культури і туризму від 10.09.09. № 234) |
| 36.   | 464                      | с. Мар'їне Шарівської сел/р                                     | Братська могила радянських воїнів. Поховано 175 воїнів. 1943 р. | Харківська скульптурна фабрика 1967 р.                                         | Скульптура — 2,5 м, з/б. Постамент — 2,5 м, цегла, цемент                                      | -<<-                       | -<<-                                                                   | 25 м (Наказ правління культури і туризму від 10.09.09. № 234) |
| 37.   | 484                      | с. Мар'їне Шарівської сел/р                                     | Пам'ятний знак воїнам-односельцям.1941-1945 рр. | 1975 р.                                                                        | Обеліск — 1,8 м, цегла, цемент                                                                 | -<<-                       | -<<-                                                                   |                                                               |
| 38.   | 465                      | с. Матвіївка Дмитрівської с/р                                   | Братська могила радянських воїнів. Поховано 36 воїнів. 1943 р. | Харківська скульптурна фабрика. 1960 р.                                        | Скульптура — 2,5 м, з/б. Постамент — 3,0 м, цегла, цемент                                      | -<<-                       | -<<-                                                                   | 25 м (Наказ правління культури і туризму від 10.09.09. № 234) |
| 39.   | 485                      | с. Матвіївка Дмитрівської с/р                                   | Пам'ятний знак воїнам-односельцям.1941-1945 рр. | 1967 р.                                                                        | Стела — 1,55х2,3х0,5 м, цегла, цемент                                                          | -<<-                       | -<<-                                                                   | 25 м (Наказ правління культури і туризму від 10.09.09. № 234) |
| 40.   | 466                      | с. Миролюбівка Павлівської с/р                                  | Братська могила радянських воїнів і пам'ятний знак воїнам-односельцям. Поховано 122 воїни. 1941 р., 1943 р. | Харківська скульптурна фабрика 1965 р., 1975 р.                                | Скульптура — 2,5 м, з/б. Постамент — 2,5 м, цегла, цемент.                                     | -<<-                       | -<<-                                                                   | 25 м (Наказ правління культури і туризму від 10.09.09. № 234) |
| 41.   | 467                      | с. Новософіївка Дмитрівської с/р                                | Братська могила радянських воїнів і пам'ятний знак воїнам-односельцям. Поховані 73 воїни. 1943р, 1941–1945 рр. | Харківська скульптурна фабрика 1969 р., 1975 р.                                | Скульптура — 3,0 м, з/б. Постамент — 3,0 м, цегла, цемент. Стела — 2,3х1,1х1,1 м               | -<<-                       | -<<-                                                                   | 25 м (Наказ правління культури і туризму від 10.09.09. № 234) |
| 42.   | 468                      | с. Олександрівка Олександрівської с/р                           | Братська могила радянських воїнів. Поховані 142 воїни. 1943 р. | Харківська скульптурна фабрика 1952 р., 1994 р.                                | Скульптура — 2,5 м, мармурова кришка. Постамент — 2,5 м, цегла, цемент                         | -<<-                       | -<<-                                                                   | 25 м (Наказ правління культури і туризму від 10.09.09. № 234) |
| 43.   | 1634                     | с. Олександрівка Олександрівської с/р                           | Пам'ятник воїнам-односельцям.1941-1945 рр. | 1975 р.                                                                        | Стела, з/б, цегла                                                                              | -<<-                       | № 13 від 12.01.81 р.                                                   |                                                               |
| 44.   | 469                      | с. Павлівка Павлівської с/р                                     | Братська могила радянських воїнів і партизанів, пам'ятний знак воїнам-односельцям. Поховано 65 воїнів і 2 партизани. 1942 р., 1943 р. | Харківська скульптурна фабрика 1963 р., 1975 р.                                | Скульптура — 3,0 м, з/б. Постамент — 2,5 м, цегла, цемент.                                     | -<<-                       | № 61 від 25.01.72 р.                                                   | 25 м (Наказ правління культури і туризму від 10.09.09. № 234) |
| 45.   |                          | Хутір Паляничники                                               | Вітряк. XVIII ст. | 2004 р                                                                         | Дерево                                                                                         | -<<-                       | Наказ УК ХОДА № 25 від 02.03.05 р.                                     |                                                               |
| 46.   | 470                      | с. Петропавлівка Петропавлівської с/р                           | Братська могила радянських воїнів. Поховано 133 воїни. 1941 р., 1943 р. | Харківська скульптурна фабрика 1963 р.                                         | Скульптура — 2,5 м, з/б. Постамент — 3,0 м, цегла, цемент.                                     | -<<-                       | № 61 від 25.01.72 р.                                                   | 25 м (Наказ правління культури і туризму від 10.09.09. № 234) |
| 47.   | 1632                     | с. Первухинка Гутянської сел/р                                  | Могила Наумова П. М., радянського воїна і пам'ятний знак воїнам-односельцям. 1943 р., 1941–1945 рр. | Харківська скульптурна фабрика 1972 р.                                         | Скульптура — з/б. Постамент — цегла, цемент.                                                   | Місцева                    | № 13 від 12.01.81 р.                                                   |                                                               |
| 48.   | 2521                     | с. Первухинка Гутянської сел/р, на відстані 800 м від села      | Могила Арнацької Н, радянської партизанки. 1943 р. | 1956 р.                                                                        | Стела — 0,8х0,6х0,1 м, метал. Постамент — 0,15 м.                                              | -<<-                       | № 975 від 18.09.97 р.                                                  | 10 м. (Розпорядження ХОДА № 975 від 18.09.97 р.)              |
| 49.   | 472                      | с. Полкова Микитівка Полково-Микитівської с/р                   | Братська могила радянських воїнів, серед яких поховано Терезова Є. М. — Героя Радянського Союзу і пам'ятний знак воїнам-односельцям. Поховано 69 воїнів. 1941р, 1943 р., 1941–1945 рр. | Харківська скульптурна фабрика. 1975 р., 1990 р.                               | Скульптура — 3,5 м, мармурова кришка. Постамент — 1,5 м.                                       | -<<-                       | № 61 від 25.01.72 р.                                                   | 25 м (Наказ правління культури і туризму від 10.09.09. № 234) |
| 50.   | 474                      | с. Ріпки Сазоно-Баланівської с/р                                | Братська могила радянських воїнів. Поховано 106 воїнів. 1943 р. | Харківська скульптурна фабрика 1963 р.                                         | Скульптура — 3,0 м, з/б. Постамент — 2,5 м, цегла, цемент.                                     | -<<-                       | -<<-                                                                   | 25 м (Наказ правління культури і туризму від 10.09.09. № 234) |
| 51.   | 475                      | с. Сазоно-Баланівка Сазоно-Баланівської с/р                     | Братська могила радянських воїнів. Поховано 24 воїни. 1943 р. | Харківська скульптурна фабрика 1956 р.                                         | Скульптура — 2,5 м, з/б. Постамент — 3,5 м, цегла, цемент.                                     | -<<-                       | -<<-                                                                   | 25 м (Наказ правління культури і туризму від 10.09.09. № 234) |
| 52.   | 476                      | с. Сінне Сіннянської с/р                                        | Братська могила радянських воїнів і пам'ятний знак воїнам-односельцям. Поховано 139 воїнів. 1943 р., 1941–1945 рр. | Харківська скульптурна фабрика 1958 р., 1975 р.                                | Скульптура — 3,0 м, з/б. Постамент — 2,5 м, цегла, цемент.                                     | -<<-                       | -<<-                                                                   | 25 м (Наказ правління культури і туризму від 10.09.09. № 234) |
| 53.   | 477                      | с. Сухини Сухининської с/р                                      | Братська могила радянських воїнів, серед яких похований Данилов А. Б. — Герой Радянського Союзу, і пам'ятний знак воїнам-односельцям. Поховано 63 воїни. 1941 р., 1943 р., 1941–1945 рр. | Харківська скульптурна фабрика. 1956 р., 1994 р.                               | Скульптура — 2,5 м, мармурова кришка. Постамент — 3,5 м, цегла, цемент. Стела — 3,0х5,0х0,5 м. | -<<-                       | -<<-                                                                   | 25 м (Наказ правління культури і туризму від 10.09.09. № 234) |
| 54.   | 478                      | с. Улянівка Улянівської с/р                                     | Братська могила радянських воїнів, серед яких похований Тихонов В. П. — Герой Радянського Союзу. Поховано 176 воїнів. 1943 р. | Харківська скульптурна фабрика 1953 р.,                                        | Скульптура — 2,5 м, з/б. Постамент — 4,0 м, цегла, цемент.                                     | -<<-                       | -<<-                                                                   | 25 м (Наказ правління культури і туризму від 10.09.09. № 234) |
| 55.   | 479                      | с. Хрущова Микитівка Хрущово-Микитівської с/р                   | Братська могила радянських воїнів і пам'ятний знак воїнам-односельцям. Поховано 138 воїнів. 1941 р., 1943 р.1941-1945 рр. | Харківська скульптурна фабрика 1957 р., 1981 р.                                | Скульпт. — 3,0 м, з/б. Постамент — 2,0 м. Стела 3,5х1,0х1,0 м, цегла, цемент.                  | -<<-                       | -<<-                                                                   | 25 м (Наказ правління культури і туризму від 10.09.09. № 234) |
| 56.   | 560                      | с-ще. Червона Нива Червононивської с/р                          | Братська могила радянських воїнів. Поховано 24 воїни. 1943 р. | Харківська скульптурна фабрика 1950 р.                                         | Скульптура — 2,5 м, з/б. Постамент — 4,0 м, цегла, цемент.                                     | -<<-                       | -<<-                                                                   | 25 м (Наказ правління культури і туризму від 10.09.09. № 234) |
| 57.   | 480                      | смт. Шарівка Шарівської сел/р                                   | Братська могила радянських воїнів і партизанів. Поховано 233 воїни і 3 партизани. 1942 р., 1943 р. | Харківська скульптурна фабрика 1988 р.                                         | Скульптура — 2,5 м, з/б. Постамент — 2,0 м, цегла, цемент.                                     | -<<-                       | -<<-                                                                   | 25 м (Наказ правління культури і туризму від 10.09.09. № 234) |
| 58.   | 488                      | смт. Шарівка Шарівської сел/р                                   | Пам'ятний знак воїнам-землякам. 1941–1945 рр. | 1969 р.                                                                        | Стела — 2,7х4,0х0,5 м, з/б                                                                     | -<<-                       | -<<-                                                                   |                                                               |
| 59.   | 487                      | смт. Шарівка Шарівської сел/р                                   | Пам'ятний знак на честь червоногвардійського загону Харківського заводу ВЕК. 1917 р. | 1958 р.                                                                        | Обеліск — 3,0 м, граніт                                                                        | -<<-                       | -<<-                                                                   |                                                               |
| 60.   | 1635                     | смт. Шарівка Шарівської сел/р, біля головного корпусу санаторію | Пам'ятник В.І.Леніну | Харківська скульптурна фабрика. 1967 р.                                        | Бюст — з/б. Постамент — цегла, цемент                                                          | -<<-                       | № 13 від 12.01.81р.                                                    |                                                               |
| 61.   | 481                      | с. Шуби Сіннянської с/р                                         | Братська могила радянських воїнів і пам'ятний знак воїнам-односельцям. Поховано 10 воїнів. 1943 р., 1941–1945 рр. | Харківська скульптурна фабрика 1956 р., 1975 р.                                | Скульптура — 2,0 м, з/б. Постамент — 3,0 м, цегла, цемент.                                     | Місцева                    | № 61 від 25.01.72р.                                                    | 25 м (Наказ правління культури і туризму від 10.09.09. № 234) |
|       |                          |                                                                 | |                                                                                |                                                                                                |                            |                                                                        |                                                               |

## Джерело
Лист Харківської Облдержадміністрації на запит ВМ УА від 28 березня 2012. Файли доступні на сайті конкурсу WLM [Архівовано 26 березня 2018 у Wayback Machine.].